# Misezero
Misezero ist ein Bezirk (Ward) des Distriktes Kibondo in der tansanischen Region Kigoma.

## Geografie
Murungu liegt im Nordwesten von Tansania nahe der Grenze zu Burundi und hat eine Fläche von 144,1 Quadratkilometer. Bei der Volkszählung 2022 wurden 10.268 Einwohner gezählt.

## Gliederung
Der Gemeinde besteht aus 2 Dörfern (Mtaa) mit 40 Orten (Kitongoji):
| Twabagondozi - Nyesogo | Kumukugwa - Kanyamajeli - Majengo Mapya - Rubanga - Kamilanzovu - Bitare Kata - Malenga - Nyamihanda A - Nyamihanda B - Mayengo - Misezero - Kumgoboka - Kiyagala - Kimlombo - Nyavyugi - Kumuhama A - Kumuhama B - Kisonzola - Mtaho A - Mtaho B | - Narukinga - Nyerere - Namuyange - Nyamata - Nyetabhi - Kichamate - Rubanga - Mpebhe - Vyigero - Ntakabalagi - Kamlama - Kavuruga - Mkubezi A - Mkubezi B - Mkubezi C - Nyangwe - Mibhale A - Mibhale B - Mibhale C - Mibhale D |

## Infrastruktur.
- Bildung: Seit 2007 befindet sich die staatliche weiterführende Schule Olivegreen Secondary school in Misezero.[5]
- Straße: Durch Misezero verläuft die Nationalstraße B8, die Kagera mit dem Tanganjikasee verbindet.[2][6]